# アメリカ合衆国連邦政府の独立機関
アメリカ合衆国連邦政府の独立機関（アメリカがっしゅうこくせいふのどくりつきかん、英：Independent agencies of the United States federal government）は、アメリカ合衆国連邦行政部（アメリカ合衆国内閣）とアメリカ合衆国大統領行政府の外部に存在する政府機関である。独立機関の語は、憲法上行政府により管理されているが機関の長または職員の解任についての大統領の権限が制限されており大統領の影響下より独立している機関にも使用されている。

## 独立機関の例
以下は独立機関に属する機関の一部である。
- 中央情報局 (CIA)
- アメリカ合衆国商品先物取引委員会（英語版） (CFTC)
- アメリカ合衆国消費者金融保護局 (CFPB)
- アメリカ合衆国環境保護庁 (EPA)
- 連邦通信委員会 (FCC)
- 連邦選挙委員会 (FEC)
- 連邦エネルギー規制委員会（英語版） (FERC)
- 連邦海事委員会（英語版） (FMC)
- 連邦準備制度理事会（FRB）
- 連邦退職貯蓄投資理事会（英語版） (FRTIB)
- 連邦取引委員会 (FTC)
- 一般調達局（英語版） (GSA)
- アメリカ国際貿易委員会 (ITC)
- アメリカ国立公文書記録管理局 (NARA)
- アメリカ航空宇宙局 (NASA)
- 全米労働関係委員会（英語版） (NLRB)
- 人工知能国家安全保障委員会（英語版）（NSCAI）
- アメリカ国立科学財団 (NSF)
- 国家運輸安全委員会 (NTSB)
- アメリカ合衆国原子力規制委員会 (NRC)
- 郵政規制委員会（英語版） (PRC)
- 証券取引委員会 (SEC)
- 選抜徴兵登録制度（英語版） (SSS)
- アメリカ合衆国中小企業庁（英語版） (SBA)
- スミソニアン研究所 (SI)
- アメリカ合衆国社会保障局 (SSA)
- アメリカ合衆国陸上運輸委員会（英語版） (STB)
- アメリカ合衆国郵便公社 (USPS)
- 全米信用組合管理機構（英語版） (NCUA)
- アメリカ合衆国消費者製品安全委員会 (CPSC)

### かつて存在した機関
- 広報委員会 (CPI)
- 州際通商委員会 (ICC)
- 合衆国海事委員会（英語版） (MARCOM)
- 復興金融公社（英語版） (RFC)
- アメリカ原子力委員会 (AEC)
- アメリカ合衆国核廃棄物交渉局（英語版）
- アメリカ合衆国広報文化交流局 (USIA)